# Graach an der Mosel
Graach an der Mosel is een plaats in de Duitse deelstaat Rijnland-Palts, en maakt deel uit van de Landkreis Bernkastel-Wittlich.
Graach an der Mosel ligt op de rechteroever van de Moezel en telt 641 inwoners.

## Bestuur
De plaats is een Ortsgemeinde en maakt deel uit van de Verbandsgemeinde Bernkastel-Kues.

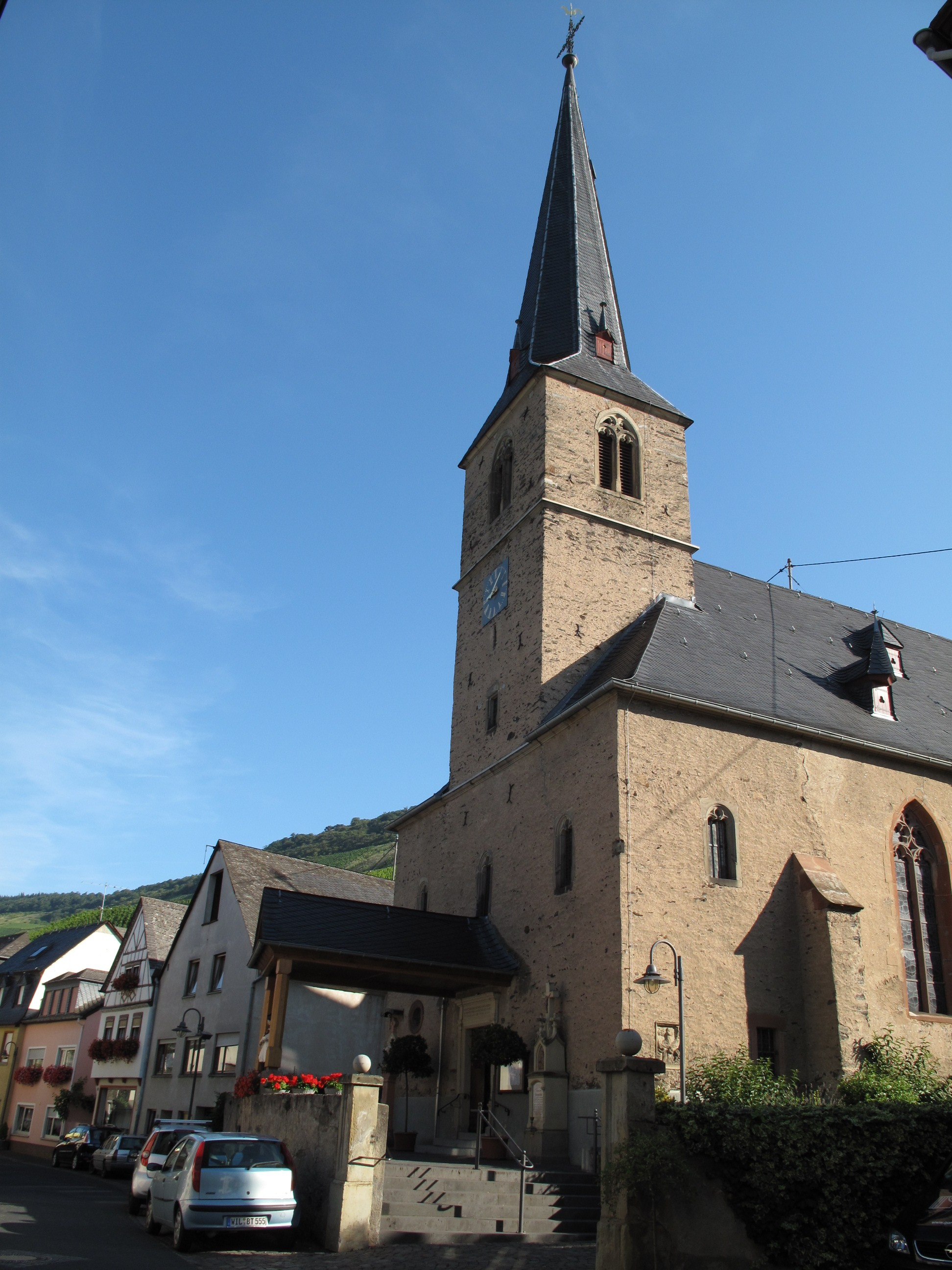
Graach, kerk